# 高橋あん
高橋 あん（たかはし あん、1985年6月19日 - ）は、日本の元AV女優・元グラビアアイドル。
東京都出身。血液型:A型。身長:149cm。スリーサイズ:B98(I)・W62・H82。
趣味・特技:カラオケ、料理。

## 略歴・人物
テレビ東京の萌えてムーチョ!にレギュラー出演、番組内の人気投票でナンバーワンとなった。イメージビデオ、『私はペットアイドル 極乳でご奉仕させていただきます』に出演した後、2006年10月に『はじめましてご主人様』でデビューしたロリ系のAV女優で、身長は149cmと小柄ながらバストが98cm・Iカップという爆乳の持ち主である。

## 出演作品

### イメージビデオ
- 私はペットアイドル 極乳でご奉仕させていただきます（2006年6月23日、イーネット・フロンティア）

### アダルトビデオ
- はじめましてご主人様 完全版（2006年10月20日、宇宙企画）
- メイドルあんとしようよ♥ 完全版（2006年11月17日、宇宙企画）
- 占いメイドル♥高橋あん 完全版（2006年12月22日、宇宙企画）
- セル初 セルモード（2007年1月16日、マキシング）
- ベストセレクション完全版 高橋あん（2007年1月26日、宇宙企画） ※総集編
- BOMBER家庭教師あん（2007年2月16日、マキシング）
- あんと海とオッパイと。（2007年5月16日、マキシング）
- 高橋あん the BEST （2007年06月16日 、マキシング） ※総集編

## テレビ番組
- 萌えてムーチョ! （テレビ東京）